# Archidiocèse de Lubumbashi
 (juillet 2025).
L'archidiocèse de Lubumbashi est une circonscription ecclésiastique de l'Église catholique en République démocratique du Congo. La préfecture apostolique du Katanga, créée en 1910 et confiée aux moines bénédictins de l'abbaye Saint-André de Bruges, devient vicariat apostolique en 1932 et est érigé en archidiocèse de Elisabethville (aujourd'hui Lubumbashi) en 1959. L'archevêque actuel en est Fulgence Muteba Mugalu (de).

## Territoire
L'archidiocèse comprend le territoire de Kambove et les villes de Likasi et Lubumbashi, dans la province civile du Katanga, en République démocratique du Congo et comprend 75 paroisses.
Le siège épiscopal est la ville de Lubumbashi, où se trouve la cathédrale Saints-Pierre-et-Paul.

## Diocèses suffragants
Kalemie-Kirungu, Kamina, Kilwa-Kasenga, Kolwezi, Kongolo, Manono, Sakania-Kipushi.

## Historique
La préfecture apostolique du Katanga est érigée le 5 août 1910, recevant son territoire du vicariat apostolique de Léopoldville (aujourd'hui archidiocèse de Kinshasa).
Le 12 mai 1925, elle a cédé une portion de son territoire à la préfecture apostolique du Luapula supérieur (aujourd'hui diocèse de Sakania-Kipushi).
Le 22 mars 1932, la préfecture apostolique est élevée en vicariat apostolique par le bref apostolique Magna cum delectatione de Pie XI. 
Le 10 novembre 1959, par effet de la bulle Cum parvulum de Jean XXIII, le vicariat apostolique est élevé au rang d'archidiocèse métropolitain avec le nom d''archidiocèse d'Élisabethville. Il assume son nom actuel (Lubumbashi) le 30 mai 1966.

## Liste des ordinaires

### Préfet apostolique de Katanga
- 6 août 1910 - 22 mars 1932 : Jean-Félix de Hemptinne, O.S.B., promu vicaire apostolique

### Vicaires apostoliques de Katanga
- 22 mars 1932 - 6 février 1958 : Jean-Félix de Hemptinne, O.S.B.
- 27 novembre 1958 - 10 novembre 1959 : Joseph-Floribert Cornelis, O.S.B., promu archevêque d'Elisabethville

### Archevêque d'Elisabethville
- 10 novembre 1959 - 30 mai 1966 : Joseph-Floribert Cornelis, O.S.B.

### Archevêques de Lubumbashi
- 30 mai 1966 - 13 avril 1967 : Joseph-Floribert Cornelis, O.S.B.
- 13 avril 1967 - 25 mars 1998 : Eugène Kabanga Songasonga, premier archevêque d'origine congolaise
- 22 mai 1998 - 1er décembre 2010 : Floribert Songasonga Mwitwa 
  - 31 juillet 2008 - 1er décembre 2010 : Jean-Pierre Tafunga, S.D.B., archevêque coadjuteur
- 1er décembre 2010 - 31 mars 2021 : Jean-Pierre Tafunga, S.D.B.
- depuis le 22 mai 2021 : Fulgence Muteba Mugalu (de)

## Nombre de prêtres
- 1950: 67 (tous religieux, c'est-à-dire appartenant à un Ordre ou une congrégation religieuse)
- 1968: 149, dont 96 religieux
- 1980: 121, dont 90 religieux
- 1987: 146, dont 93 religieux
- 1999: 130, dont 68 religieux
- 2001: 155, dont 85 religieux
- 2004: 186, dont 104 religieux
- 2010: 235, dont 141 religieux

## Statistiques
| année | baptisés  | population | pourcentage | prêtres (total) | prêtres séculiers | prêtres réguliers | catholiques par prêtre | diacres | religieux | religieuses | paroisses |
| ----- | --------- | ---------- | ----------- | --------------- | ----------------- | ----------------- | ---------------------- | ------- | --------- | ----------- | --------- |
| 1950  | 72 502    | 210 000    | 34,5        | 67              |                   | 67                | 1.082                  |         | 97        | 124         | 3         |
| 1968  | 237 655   | 550 324    | 43,2        | 149             | 53                | 96                | 1.595                  |         | 165       | 270         | 37        |
| 1980  | 518 000   | 906 000    | 57,2        | 121             | 31                | 90                | 4.280                  |         | 123       | 271         | 50        |
| 1987  | 686 200   | 1 440 612  | 47,6        | 146             | 53                | 93                | 4.700                  | 1       | 137       | 305         | 58        |
| 1999  | 442 153   | 849 005    | 52,1        | 130             | 62                | 68                | 3.401                  |         | 226       | 367         | 55        |
| 2000  | 957 655   | 1 075 358  | 89,1        | 169             | 66                | 103               | 5.666                  |         | 283       | 356         | 61        |
| 2001  | 960 455   | 1 078 623  | 89,0        | 155             | 70                | 85                | 6.196                  |         | 263       | 404         | 75        |
| 2002  | 966 491   | 1 964 266  | 49,2        | 165             | 74                | 91                | 5.857                  |         | 280       | 315         | 75        |
| 2003  | 974 962   | 2 244 576  | 43,4        | 176             | 77                | 99                | 5.539                  |         | 280       | 332         | 75        |
| 2004  | 884 700   | 1 973 785  | 44,8        | 186             | 82                | 104               | 4.756                  |         | 309       | 371         | 75        |
| 2013  | 1 524 000 | 2 771 000  | 55,0        | 230             | 92                | 138               | 6.626                  |         | 328       | 516         | 72        |
| 2016  | 1 648 912 | 2 997 648  | 55,0        | 312             | 158               | 154               | 5.284                  |         | 311       | 462         | 75        |
| 2019  | 1 809 000 | 3 290 000  | 55,0        | 363             | 167               | 196               | 4.983                  |         | 356       | 465         | 75        |
| 2021  | 1 930 360 | 3 510 720  | 55,0        | 367             | 171               | 196               | 5.259                  |         | 356       | 465         | 75        |